# Davidsonville

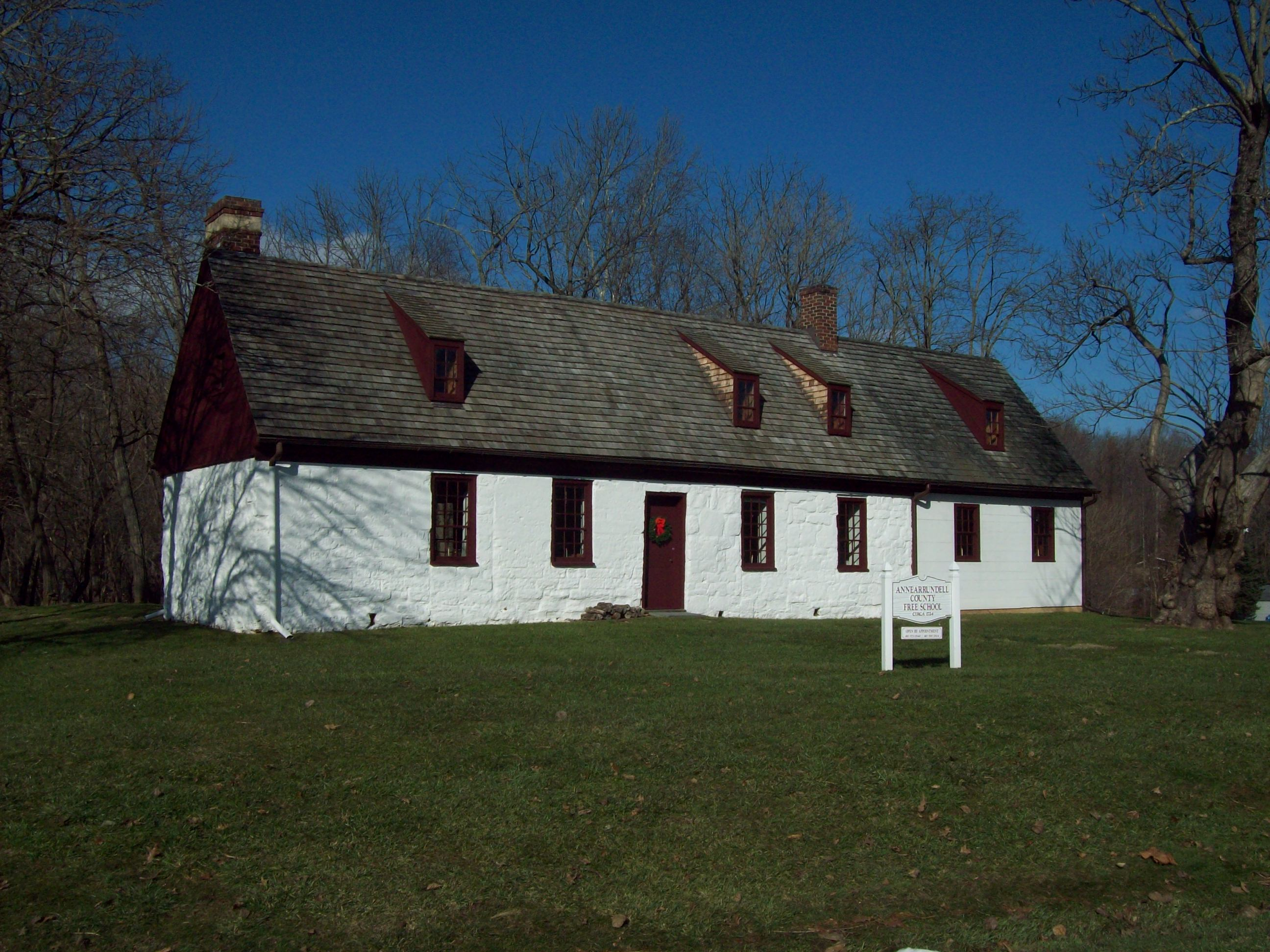
L'école publique Anne Arundel, construite entre 1724 et 1746, est située à Davidsonville dans la communauté de Lavall

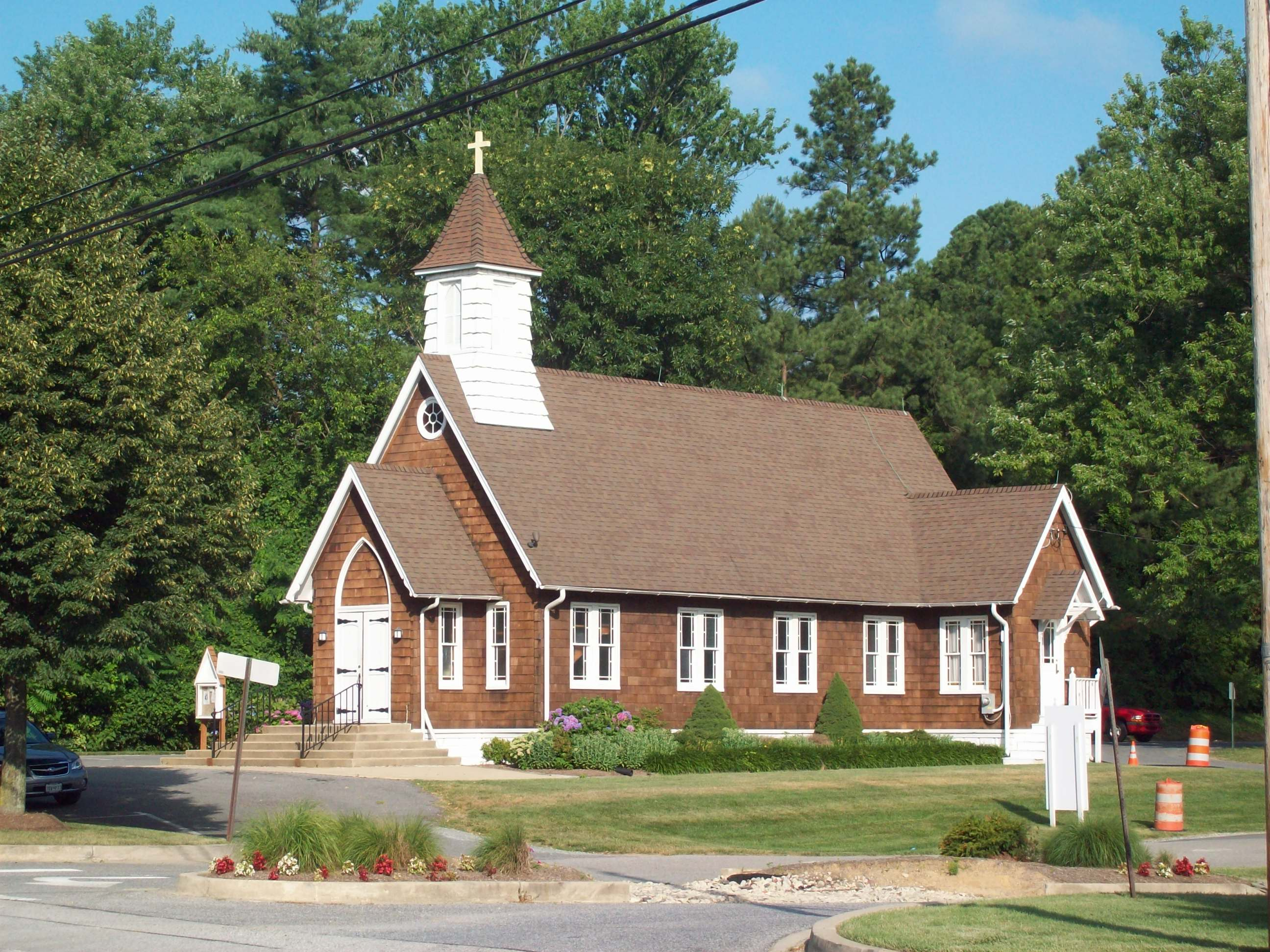
église catholique à Davidsonville

Davidsonville est un Secteur non constitué en municipalité dans le centre du Comté d'Anne Arundel, dans le Maryland aux États-Unis. C'est un secteur semi-rural composé principalement de fermes et de développements de type rurbain
Le centre géographique, de Davidsonville est situé à 38,9229° N 76,6284 °O. Le district historique de Davidsonville a été inscrit au Registre national des lieux historiques en 1992.

## Démographie
Au Recensement des États-Unis de 2010, le Code ZIP de Davidsonville (21035) comptait une population de 7 715 habitants et un revenu annuel moyen de 141 011 $ US; 1,5 % des familles avaient un revenu inférieur au seuil de pauvreté. Sur le plan ethnique, 92 % de la population était blanche, 4 % étaient noirs ou afro-américains, 2 % étaient d'origine asiatique, les autres étant d'autres groupes ethniques. Quatre-vingt-quatre pour cent des maisons étaient occupées par un propriétaire.

## Histoire

### Amérindiens
Avant que les colons européens ne s'installent dans ce qui est maintenant devenu Davidsonville, la région abritait des tribus amérindiennes de Langues algonquiennes. Au moment où les Européens ont commencé à arriver dans le Comté d'Anne Arundel en nombre, les Algonquiens ont peut-être quitté la région en raison de raids persistants de la part de membres de la tribu des Andastes.

### XVIIIesiècleetXIXesiècle
Les Européens et leurs descendants s'installèrent et développèrent des fermes et des plantations dans et autour de ce qui fut connu sous le nom de Davidsonville aux XVIIe siècle et XVIIIe siècle. Plusieurs restes du développement connu au XVIIIe siècle demeurent.
Le premier exemple est l'école de Anne Arundel. Le 26 octobre 1723, l'Assemblée coloniale de la Province du Maryland, sous la direction de George Calvert, et son gouverneur, a adopté une « Loi pour l'encouragement de l'apprentissage et de montage rapide écoles dans les différents comtés » ou encore nomme  la Free School Act. Cette loi, l'une des premières en Amérique coloniale, prévoyait une éducation primaire gratuite, soutenue par le secteur public, obligeant la construction d'écoles publiques dans chacun des 12 comtés du Maryland qui existaient à l'époque. 
L'école gratuite du Comté d'Anne Arundel a été construite dans ce qui était devenu depuis Davidsonville entre 1724 et 1746, avec John Wilmot comme maître d'école. La structure d'origine, agrandie et restaurée, se trouve encore aujourd'hui, dans la communauté de Lavall, au large de Rutland Road, à environ 800 mètres de la route Maryland 450, et est ouverte aux visiteurs.
D'autres exemples de patrimoine du XVIIIe siècle subsistent également. À la fin du XVIIIe siècle, par exemple, le major William Brogden, ancien soldat de la Révolution américaine, a construit la plantation de Roedown. George Washington aurait séjourné dans cette maison en 1760. 
L'exemple le plus marquant de la colonisation datant du XVIIIe siècle à Davidsonville est sans doute la Middle Plantation. La plantation date d'une concession foncière de 1664 accordée par Cecilius Calvert à Mareen Duvall, un immigrant français. La maison actuelle connue sous le nom de Middle Plantation, située sur Davidsonville Rd., comporte plusieurs étapes de construction remontant à 1790.
En 1839, Thomas Davidson, de la famille duquel Davidsonville a reçu son nom, épousa Jane Welch. Ils ont construit une maison à l'endroit qui se trouve maintenant dans le coin de Davidsonville Road et Central Avenue. Davidson, comme presque tous les propriétaires de plantations dans le centre et le sud du Maryland à l'époque, possédait des esclaves. Cependant, il apparait que Davidson, méthodiste convaincu qui a joué un rôle dans la fondation de ce qui est maintenant l'Église Méthodiste Unie de Davidsonville, était en conflit quant à la moralité de l'esclavage.
Le Maryland Historical Trust déclare que «le district historique de Davidsonville est un exemple représentatif largement intact du type de crossroads community qui caractérisait le comté rural d'Anne Arundel à la fin du XIXe siècle et au début du XXe siècle». Davidsonville en est l'un des exemples les mieux préservés Le village a conservé une intégrité substantielle malgré la pression liée au développement de plus en plus intense dans les environs.

## Éducation
- Davidsonville abrite également la Davidsonville Elementary School, qui compte environ 600 élèves de la maternelle à la cinquième.
- la Free School of Anne Arundel County, première école publique du comté d'Anne Arundel, qui comprenait alors ce qui est maintenant le comté d'Howard et probablement l'école de Johns Hopkins.
- la Middle School Central (Edgewater, Maryland)
- la South River High School (Edgewater, Maryland)

## Personnages notables
- Mareen Duvall (1625-1699), protestant français et le premier colon américain qui a construit la Middle Plantation à Davidsonville.
- Travis Pastrana: coureur de motocross professionnel